# Andrej Ľudovít Radlinský
Andrej Ľudovít Radlinský (ur. 8 lipca 1817 w Dolným Kubínie, zm. 26 kwietnia 1879 w Kútach) – słowacki ksiądz rzymskokatolicki, językoznawca, redaktor i wydawca; osobistość słowackiego życia kulturalnego w XIX wieku.

## Życiorys
Wykształcenie zdobył na studiach filozoficznych w Trnawie i studiach teologicznych w Wiedniu.
Był współzałożycielem Macierzy Słowackiej. Przyczynił się do zapoczątkowania Towarzystwa św. Wojciecha i był jego dożywotnim honorowym przewodniczącym. Jako językoznawca znacząco wpłynął na rozwój i kodyfikację literackiego języka słowackiego.
Był redaktorem, wydawcą i kompilatorem dzieł religijnych. Wydał podręcznik szkolny Školník, który przyczynił się do podniesienia poziomu edukacyjnego narodu słowackiego.
Pochowany został na cmentarzu we wsi Kúty.